# مایقاراغای
مایقاراغای (قزاقی: Майқарағай) یک شهرک در استان قزاقستان شمالی کشور قزاقستان است.